# Shane Rigby
Shane Rigby – brytyjski zapaśnik walczący w stylu wolnym. Szósty na igrzyskach Wspólnoty Narodów w 1994. Wicemistrz Wspólnoty Narodów w 1991 i 1993 roku.